# Zouhir Boumaza
Zohair, Zoheir ou Zouhir Boumaza, né le 28 mai 1986, est un joueur international français de futsal.

## Biographie
Boumaza décide de quitter le football sur herbe, pour se consacrer au futsal.

### Niveau national en Alsace (2011-2015)
À la suite de son arrivée à la MJC Pfastatt futsal, Zoheir Boumaza est retenu régulièrement en équipe de France en 2011-2012. En octobre 2011, il inscrit un doublé chez le Roubaix AFS mais son équipe s'incline (4-3). En fin de saison, Pfastatt est reléguée et retourne au niveau régional.
En 2012-2013, Boumaza évolue aussi au Football Club Baldersheim en football traditionnel (division Excellence), tout en restant fidèle à Pfastatt (DH) sur les parquets. Il rejoint Rachid Barkat, son entraîneur de Pfastatt.
Avec Pfastatt, Boumaza atteint les quarts-de-finale de la Coupe de France 2013-14, où ils s'inclinent contre le club de Division 1, Toulon TE (6-7). En fin de saison 2013-2014, Boumaza est élu meilleur joueur d'Alsace et quitte le Pfastatt futsal,. Il déclare fin juin 2014 : « Je veux changer d’air. J’ai passé de belles années au club et j’en garde un souvenir merveilleux. J’ai vraiment vécu des moments savoureux. Je regrette que le club ne se soit pas structuré comme il aurait dû le faire. On disposait d’un bel effectif. C’est dommage, car les joueurs avaient les capacités. Il y avait moyen de réaliser de belles choses. On a eu les meilleurs joueurs de la région ». À 28 ans, il est alors en contact avec le Sporting Strasbourg (D2), Bagneux (D1), Toulon (D1) et Longwy (D2) et souhaite retrouver l'équipe de France.
Pour la saison 2014-2015, Zouhir Boumaza rejoint le Sporting Strasbourg en Division 2, aux côtés de ses coéquipiers de la MJC Pfastatt, Maroaune Abarki et Salim Dridi. Avant sa signature, Boumaza déclare fin juin 2014 : « C’est un club structuré, qui a quelques joueurs en équipe d’Alsace. Ce serait proche de ma ville. Les conditions sont réunies pour que je m’engage. À ce jour, les clubs de futsal ne permettent pas de vivre de la discipline. Je dois faire un choix d’un point de vue professionnel ». Fin septembre, il ouvre le score face à Nantes Bela, favoris de la poule, mais le Sporting s'incline 2-6. Début octobre, Boumaza inscrit deux triplés en deux journées de championnat, face à Strasbourg Hautepierre (0-9) puis Roubaix AFS (7-4). Il récidive à la fin du mois conter Hérouville.

### Montée jusqu'en D1 avec Kingersheim (2015-2022)
En avril 2016, sous les couleurs du FC Kingersheim évoluant en DH (plus haut niveau régional), Boumaza inscrit un doublé insuffisant contre Garges Djibson, troisième de D1, en quart de finale de la Coupe de France (défaite 4-9). L'équipe vise alors une accession en D2.
À l'été 2021, malgré une pré-saison marquée par un exode tardif de nombreux joueurs à la suite de tensions en interne, Boumaza reste fidèle au FC Kingersheim. En février 2022, capitaine de l'équipe, Boumaza signe un triplé pour Kingersheim (neuvième de D1), face au quatrième Toulon et participe à la troisième victoire (7-3) seulement de la saison 2021-22,.
En décembre 2022, Boumaza marque lors de la victoire en D1 2022-2023 contre un concurrent direct pour le maintien, Béthune (4-0). À la suite de ce match, Zouhir Boumaza prend sa retraite des terrains, après 248 matchs disputés. Il revient spécialement pour le dernier match de la saison en mai 2023, décisif pour le maintien, afin de combler la suspension d'un coéquipier,. L’entraîneur de Kingersheim Jawad Belaïnoussi déclare « Zouhir Boumaza, est sorti de sa retraite pour l’occasion. Il n’avait pas joué depuis décembre mais il a voulu venir donner un dernier coup de main à ses coéquipiers car sur le match précédent nous avions eu notre meilleur buteur et international français Inza Koné qui avait pris un rouge et ne pouvait donc jouer ce dernier match ». Lors de cette ultime journée, Kingersheim doit l'emporter à domicile contre Toulon pour laisser la dernière place, synonyme de relégation, à Marcouville City, exempt lors la dernière journée. Après avoir concédé l'égalisation à douze secondes du terme, le gardien relance loin vers l'avant, une déviation d'un partenaire arrive à Zouhir Boumaza dont la reprise de volée sur le buzzer offre le maintient à son équipe (5-4).

### En équipe nationale
À la suite de son arrivée à Pfastatt, Zoheir Boumaza est retenu régulièrement en équipe de France de futsal en 2011-2012. Ainsi, en octobre 2011, il est sélectionné avec les Bleus pour disputer deux matchs en Biélorussie, à Lida, pour préparer les qualifications du Mondial 2012 qui a lieu à la fin du mois. Lors du premier match du tour préliminaire des éliminatoires en Macédoine, Boumaza inscrit le but du 3-0 face à la Suisse (7-0),. Il est ensuite sur la feuille de match contre le Monténégro (victoire 4-3) et l'équipe locale (défaite 3-1). Deuxièmes de la poule, les Bleus se qualifient pour le tour principal.
En juin 2014, Boumaza déclare : « Pierre Jacky (sélectionneur de l'équipe de France) m’a déclaré que je n’étais pas très loin du niveau. (...) J’ai vingt-huit ans. C’est le bel âge pour un footballeur. Je n’ai pas du tout tiré un trait sur l’équipe de France. Au contraire, cela me manque beaucoup ».
Zouhir Boumaza compte une quarantaine de sélections en équipe de France.